# Elizabeth Mandlik
Elizabeth Mandlik (Boca Raton, 19 mei 2001) is een tennisspeelster uit de Verenigde Staten van Amerika. Mandlik begon met tennis toen zij zeven jaar oud was. Haar favoriete ondergrond is hardcourt. Zij speelt rechtshandig. Zij is actief in het internationale tennis sinds 2016.
Mandlik is de dochter van viervoudig grandslamwinnares Hana Mandlíková.

## Loopbaan

### Enkelspel
Mandlik debuteerde in 2016 op het ITF-toernooi van Târgu Jiu (Roemenië). Zij stond in 2019 voor het eerst in een finale, op het ITF-toernooi van Carson (VS) – hier veroverde zij haar eerste titel, door de Canadese Carson Branstine te verslaan. Tot op heden(juni 2023) won zij zeven ITF-titels, de meest recente in 2022 in Wichita (VS).
In augustus 2022 kwalificeerde Mandlik zich voor het eerst voor een WTA-hoofdtoernooi, op het toernooi van San José – zij bereikte er de tweede ronde, door winst op haar landgenote Alison Riske-Amritraj. Later die maand kreeg zij een wildcard voor het US Open, waarmee zij haar grandslamdebuut had – ook daar bereikte zij de tweede ronde, door winst op de Sloveense Tamara Zidanšek.
In juni 2023 maakte Mandlik haar entrée tot de top 100 van de wereldranglijst.
Haar hoogste notering op de WTA-ranglijst is de 97e plaats, die zij bereikte in juni 2023.

### Dubbelspel
Mandlik was in het dubbelspel minder actief dan in het enkelspel. Zij debuteerde in 2018 op het ITF-toernooi van Tampa (VS), samen met landgenote Alana Smith. Zij stond later dat jaar voor het eerst in een finale, op het ITF-toernooi van Curtea de Argeș (Roemenië), samen met de Roemeense Andreea Mitu – hier veroverde zij haar eerste titel, door het Italiaanse duo Anna Turati en Bianca Turati te verslaan. Tot op heden(juni 2023) won zij drie ITF-titels, de meest recente in 2021 in Naples (VS).
In 2019 speelde Mandlik voor het eerst op een WTA-hoofdtoernooi, op het toernooi van Luxemburg, samen met landgenote Katie Volynets.
Mandlik won haar eerste WTA-partij op het toernooi van San José 2022, met landgenote Ashlyn Krueger aan haar zijde. Enkele weken later speelde zij op het US Open, waarvoor zij een wildcard had gekregen, samen met landgenote Katrina Scott. Terug met Krueger bereikte zij in oktober haar eerste WTA-finale, op het toernooi van Tampico – zij verloren van het koppel Tereza Mihalíková en Aldila Sutjiadi.
Haar hoogste notering op de WTA-ranglijst is de 187e plaats, die zij bereikte in november 2022.

## Posities op deWTA-ranglijst
Positie per einde seizoen:
| jaar | rang enkelspel | rang dubbelspel |
| ---- | -------------- | --------------- |
| 2018 | –              | 1053            |
| 2019 | 514            | 1109            |
| 2020 | 545            | 1222            |
| 2021 | 504            | 478             |
| 2022 | 119            | 187             |

## Palmares
| Legenda                 |
| ----------------------- |
| Grandslamtoernooi       |
| Olympische Spelen       |
| Year-End Championships  |
| Premier Mandatory       |
| Premier Five / WTA 1000 |
| Premier / WTA 500       |
| International / WTA 250 |
| Challenger / WTA 125    |

### WTA-finaleplaatsen enkelspel
| nr.              | finale     | toernooi | ondergrond | tegenstandster | score         |         |
| ---------------- | ---------- | -------- | ---------- | -------------- | ------------- | ------- |
| gewonnen finales |            |          |            |                |               |         |
| geen             |            |          |            |                |               |         |
| verloren finales |            |          |            |                |               |         |
| 1.               | 2023-05-07 | WTA Reus | gravel     | Sorana Cîrstea | 1-6, 6-4, 6-7 | details |

### WTA-finaleplaatsen vrouwendubbelspel
| nr.              | finale     | toernooi    | ondergrond | partner        | tegenstandsters                   | score    |         |
| ---------------- | ---------- | ----------- | ---------- | -------------- | --------------------------------- | -------- | ------- |
| gewonnen finales |            |             |            |                |                                   |          |         |
| geen             |            |             |            |                |                                   |          |         |
| verloren finales |            |             |            |                |                                   |          |         |
| 1.               | 2022-10-29 | WTA Tampico | hardcourt  | Ashlyn Krueger | Tereza Mihalíková Aldila Sutjiadi | 5-7, 2-6 | details |

### Gewonnen ITF-toernooien enkelspel
| nr. | finale     | toernooi      | dotatie | ondergrond | tegenstandster in finale | score         |
| --- | ---------- | ------------- | ------- | ---------- | ------------------------ | ------------- |
| 1.  | 2019-03-10 | Carson        | $15.000 | hardcourt  | Carson Branstine         | 6-2, 2-6, 6-4 |
| 2.  | 2019-05-19 | Barletta      | $15.000 | gravel     | Oana Georgeta Simion     | 6-0, 6-2      |
| 3.  | 2021-07-04 | Monastir      | $15.000 | hardcourt  | Angelica Raggi           | 0-6, 6-2, 6-4 |
| 4.  | 2021-07-11 | Monastir      | $15.000 | hardcourt  | Angelica Raggi           | 6-3, 4-6, 6-0 |
| 5.  | 2022-01-23 | Florianópolis | $25.000 | hardcourt  | Bárbara Gatica           | 6-0, 6-4      |
| 6.  | 2022-01-30 | Florianópolis | $25.000 | hardcourt  | Eva Vedder               | 6-3, 6-4      |
| 7.  | 2022-06-26 | Wichita       | $25.000 | hardcourt  | Kayla Day                | 6-3, 6-3      |

### Gewonnen ITF-toernooien dubbelspel
| nr. | finale     | toernooi        | dotatie | ondergrond | partner      | tegenstandsters in finale  | score            |
| --- | ---------- | --------------- | ------- | ---------- | ------------ | -------------------------- | ---------------- |
| 1.  | 2018-07-01 | Curtea de Argeș | $15.000 | gravel     | Andreea Mitu | Anna Turati Bianca Turati  | 6-4, 7-5         |
| 2.  | 2021-10-03 | Pretoria        | $25.000 | hardcourt  | Amina Ansjba | Jenny Dürst Nina Stadler   | 6-2, 6-2         |
| 3.  | 2021-11-21 | Naples          | $25.000 | gravel     | Hanna Chang  | Hsu Chieh-yu Jessy Rompies | 6-4, 1-6, [10-7] |

## Resultaten grandslamtoernooien
| Legenda | Legenda                          |
| ------- | -------------------------------- |
| g.t.    | geen toernooi gehouden           |
| l.c.    | lagere categorie                 |
| –       | niet deelgenomen                 |
| G       | uitgeschakeld in de groepsfase   |
| 1R      | uitgeschakeld in de eerste ronde |
| 2R      | uitgeschakeld in de tweede ronde |
| 3R      | uitgeschakeld in de derde ronde  |
| 4R      | uitgeschakeld in de vierde ronde |
| KF      | uitgeschakeld in de kwartfinale  |
| HF      | uitgeschakeld in de halve finale |
| F       | de finale verloren               |
| W       | het toernooi gewonnen            |
| w-v     | winst/verlies-balans             |

### Enkelspel
| toernooi        | 2022 | 2023 |
| --------------- | ---- | ---- |
| Australian Open | –    | 1R   |
| Roland Garros   | –    | 1R   |
| Wimbledon       | –    |      |
| US Open         | 2R   |      |

### Vrouwendubbelspel
| toernooi        | 2022 |
| --------------- | ---- |
| Australian Open | –    |
| Roland Garros   | –    |
| Wimbledon       | –    |
| US Open         | 1R   |